# Der Bravo (Tizian)
Der Bravo ist ein frühes Werk (um 1520) des aus der Republik Venedig stammenden Tiziano Vecellio, genannt Tizian (um 1488/90 bis 1576), ausgeführt in Ölfarbe auf Leinwand. Das seit jeher berühmte Gemälde zeigt den Überfall des gedungenen Mörders „Bravo“. Es ist Teil der Sammlung des Kunsthistorischen Museums Wien.

## Beschreibung
Das von Tizians Lehrer Giorgione entwickelte nahsichtige, halbfigurige Aktionsbild wurde hier von Tizian zu geballter Dramatik weiterentwickelt. Das Gemälde zeigt zwei schräg hintereinander stehende, männliche Figuren im Augenblick eines gedungenen Attentats. Die linke, im Hintergrund stehende Figur, das Opfer, stelle im Dreiviertelportrait einen blonden, jungen Mann dar, der eine Girlande aus Weinblättern auf dem Kopf trägt und seinen Angreifer ansieht. Er kontrastiert mit dem beschatteten Profil perdu (verlorenes Profil) des Bravo (italienisch: „Scherge im Auftrag eines Herrn“) im Vordergrund. Der Bravo hält mit einer Hand den Dolch hinter seinem Rücken verborgen und greift mit der Anderen an den Kragen des Opfers. Francesca Del Torre Scheuch, Kuratorin für italienische Renaissancemalerei am Kunsthistorischen Museum in Wien, stellt fest: „Die Spannung, die die gewaltsame Konfrontation begleitet, ist stark und in dem lebhaften Kontrast, auch chromatisch, der beiden Figuren spürbar. Der Betrachter ist als Zeuge eines bevorstehenden Angriffs unmittelbar beteiligt. Die Gewalt kündigt sich durch den Dolch in der Hand des Angreifers in der rechten unteren Ecke an und überträgt sich durch das leuchtende Rot des geschnitzten Ärmels auf das Opfer, dessen Gesicht sich im kalten Licht von der tiefblauen Jacke abhebt“.

## Interpretation des dargestellten Themas
Die Szene ist bisher nicht befriedigend gedeutet, es gibt jedoch zwei weithin akzeptierte Hypothesen aus der antiken Geschichte:
- Das Bild könnte eine Episode darstellen, die dem Factorum et dictorum memorabilium von Valerius Maximus entnommen ist, nämlich den Überfall und die Ermordung des jungen Soldaten Trebonius durch den Tribun Caius Lusius.
- Das Gemälde könnte aber auch Euripides’ Bacchae und Ovids Metamorphosen entnommen sein. Um die Ausbreitung des Bacchus-Kults zu verhindern, ließ Pentheus, der König von Theben, Bacchus gefangen nehmen.

## Autorenschaft
Tizians Autorenschaft des Gemäldes von höchster malerischer Qualität ist nicht vollständig gesichert, das Wertk wird ihm jedoch zugesprochen. Für seine Autorenschaft sprechen sowohl die pointierte Spannung der Werkes als auch die subtile Charakterisierung der Malweise. Der Bravo ist heftig und pastos mit deutlichen Lichteffekten ausgeführt. Der Jüngling ist dagegen fein und lasierend umgesetzt mit einem Hauch von „giorgioneskem“ sfumato.

## Provenienz
Das Gemälde hatte folgende Besitzer:
- 1528: Zuanantonio Venier, Venedig;
- 1636: Slg. Bartolomeo della Nave, Venedig;
- 1638 – 1649: Slg. James Hamilton, 1. Duke of Hamilton;
- 1659: Slg. Leopold Wilhelm von Österreich, Brüssel. Diese Sammlung wurde später Teil der habsburgischen kaiserlichen Sammlung in Wien. Diese ging in das Kunsthistorische Museum über.